# Lââm

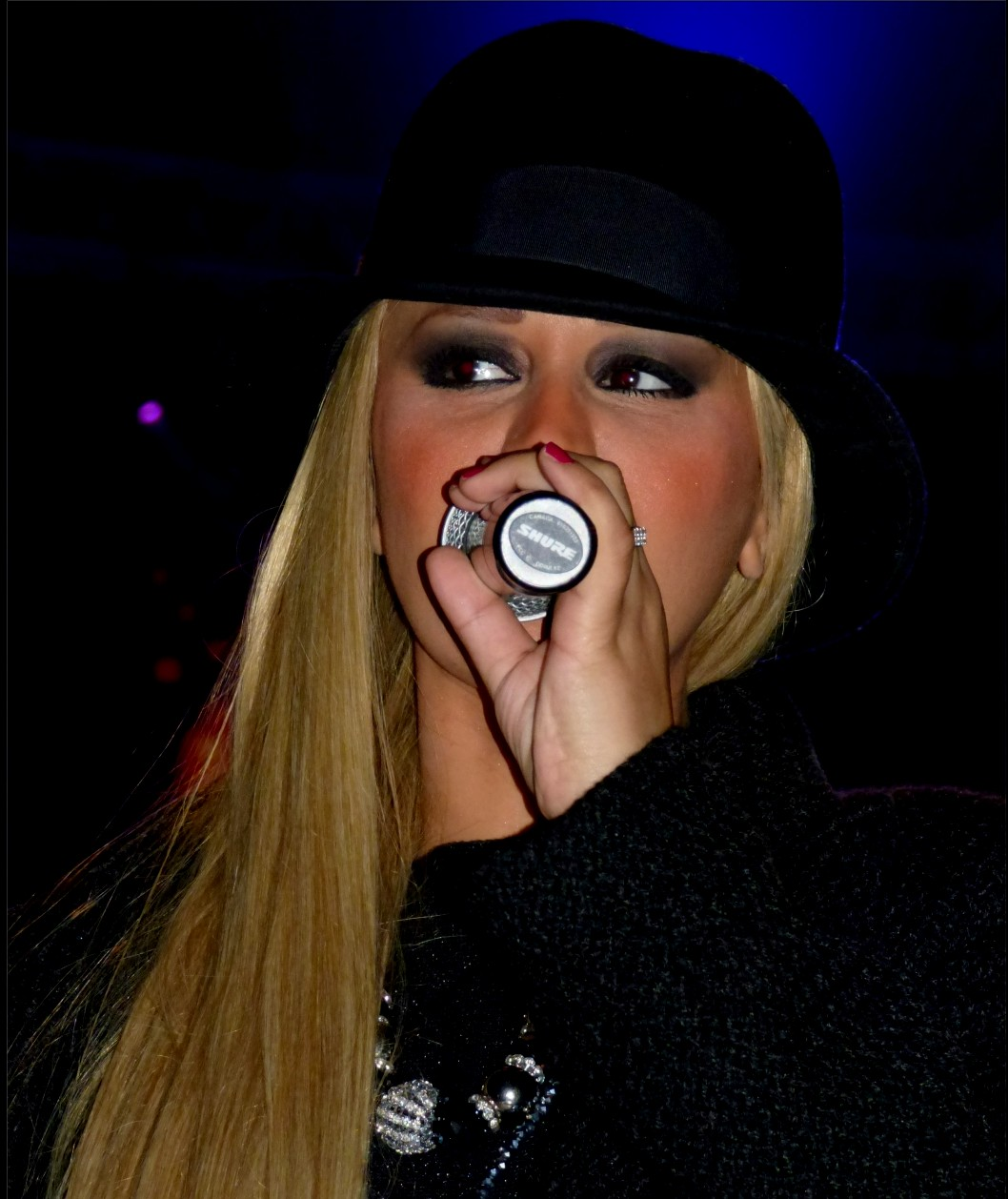
Lââm (2013)

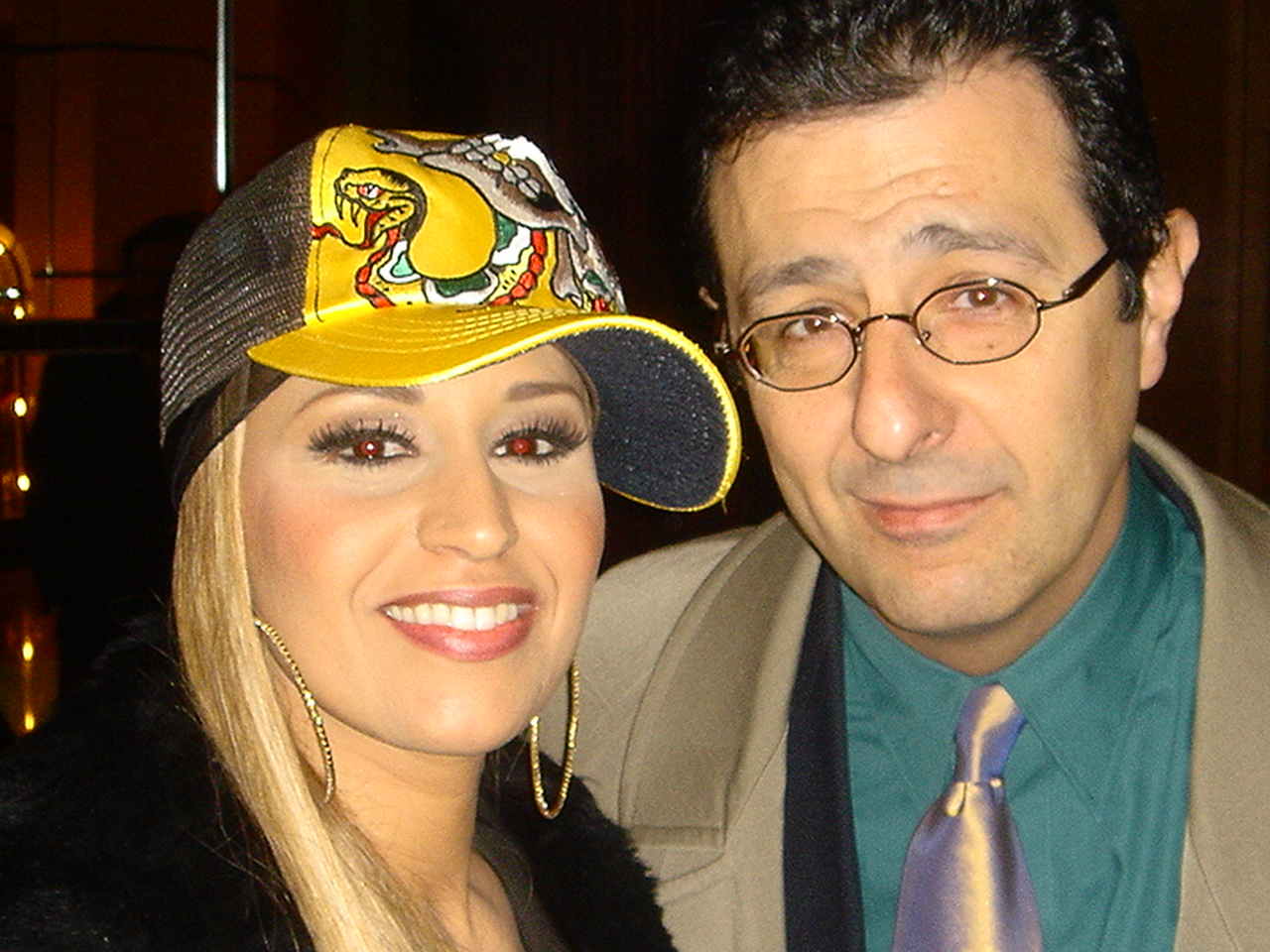
Lââm (2006)

Lââm (* 1. September 1971 in Paris) ist eine tunesisch-französische Sängerin.

## Leben
Lââm, die unter dem Namen Lamia („Licht“ auf Arabisch) geboren wurde, erlebte eine schwierige Kindheit in ihrer Familie, die mit Alkohol, Geldmangel und Familienstreitereien zu kämpfen hatte. So wurde sie mit sechs Jahren in ein Kinderheim gebracht.
Neun Jahre später erkannte eine Erzieherin ihr Talent und meldete sie bei den „ateliers de la chanson“ an, einer Pariser Gesangsschule. Während zehn Jahren tat Lamia alles, um als Sängerin arbeiten zu können. Sie verschickte Demokassetten an Plattenfirmen und sang in der Metro, bis sie eines Abends nach einer HipHopveranstaltung den Chef des Labels Hebenmusic traf. Er nahm die Sängerin unter Vertrag und so veröffentlichte sie 1998 die Single J’ai le feeling, die jedoch überhaupt keinen Erfolg hatte. Also entschloss Lââm sich dazu, Backgroundsängerin zu werden, und tourte so unter anderem mit Mariah Carey.
1999 brachte Lamia dann eine zweite Single heraus, Chanter Pour Ceux Qui Sont Loin De Chez Eux, eine Coverversion von Michel Berger. Das Lied wurde ein Hit, verkaufte sich mehr als 900.000 Mal und blieb neun Wochen in Folge auf Platz zwei der Charts. Im gleichen Jahr wurde dann ihr Debütalbum Persévérance veröffentlicht, das über 300.000 Mal über die Ladentheke ging. Es folgten mehrere Singleauskopplungen wie Jamais Loin De Toi oder Les Enfants De L’an 2000.
Nach einer großen Tournee wurde 2001 das neue Album Une Vie Ne Suffit Pas in zwei Monaten 100.000 Mal verkauft und erreichte nach den beiden Singles Que L’amour Nous Garde und De Ton Indifférence schließlich Goldstatus.
2002 trat Lââm in dem Musical Cindy auf, das ihr mit der Single Mon Vieux einen weiteren Top-5-Hit einbrachte.
Nach ihren beiden ersten Alben, die eher vom R&B geprägt waren, wurde 2004 das Pop/Rock- und Variété-Album Lââm veröffentlicht. Es enthielt zwei von Jean-Jacques Goldman geschriebene Singles, Tu es d’un chemin und On pardonne, doch die meisten Radiosender weigerten sich, sie zu spielen, weil sie sie zu langsam fanden. Darum verkaufte sich das Album nur 25.000 Mal. Im August 2005 wurde die neue Single Petite Soeur herausgegeben, die sofort Platz fünf der Charts erreichte und der Karriere von Lamia neuen Auftrieb gab. Das letzte Album wurde deshalb unter dem Namen Pour Etre Libre wiederveröffentlicht und enthielt drei neue Lieder, unter anderem Pour Etre Libre (Platz 17 in den Top-50).
Nach einer dritten Tournee wurde Le Sang Chaud realisiert und das gleichnamige Lied als erste Single veröffentlicht. Es handelt sich um eine Coverversion von Just be good to me der S.O.S. Band mit französischem Text. Die zweite Single, Rien Ne Dure, wurde von den Radiosendern komplett verworfen und gar nicht erst in den Handel gebracht. Im Mai 2007 wurde dann Relève-Toi vorgestellt, das man auf den Internetplattformen schon herunterladen kann.
Im Dezember 2008 veröffentlichte sie eine neue Single, Ta voix (Your calling), ein Duett mit der amerikanischen Sängerin Jennifer Paige. Im Januar 2009 folgte Lââms erstes Best-Of-Album, On a tous quelque chose de Lââm.
Lââm nimmt regelmäßig an dem jährlichen Wohltätigkeitskonzert der Les Enfoirés teil, dem größten Medienereignis in der francophonen Welt.

## Diskografie

### Alben
| Jahr | Titel                 | Höchstplatzierung, Gesamtwochen, AuszeichnungChartplatzierungen (Jahr, Titel, Platzierungen, Wochen, Auszeichnungen, Anmerkungen) | Höchstplatzierung, Gesamtwochen, AuszeichnungChartplatzierungen (Jahr, Titel, Platzierungen, Wochen, Auszeichnungen, Anmerkungen) | Höchstplatzierung, Gesamtwochen, AuszeichnungChartplatzierungen (Jahr, Titel, Platzierungen, Wochen, Auszeichnungen, Anmerkungen) | Anmerkungen                                                              |
| Jahr | Titel                 | FR | BEW | CH | Anmerkungen                                                              |
| ---- | --------------------- | --- | --- | --- | ------------------------------------------------------------------------ |
| 1999 | Persévérance          | FR7 Platin · (37 Wo.)FR | BEW7 (39 Wo.)BEW | CH72 Gold · (7 Wo.)CH | Erstveröffentlichung: 21. Mai 1999                                       |
| 2001 | Une Vie Ne Suffit Pas | FR31 Gold · (26 Wo.)FR | BEW25 (7 Wo.)BEW | CH32 (12 Wo.)CH |                                                                          |
| 2004 | Lââm                  | FR26 (15 Wo.)FR | BEW42 (13 Wo.)BEW | CH93 (2 Wo.)CH | Erstveröffentlichung: 20. September 2004                                 |
| 2005 | Pour Etre Libre       | FR15 (48 Wo.)FR | — | — | Erstveröffentlichung: 26. September 2005 Wiederveröffentlichung von Lââm |
| 2006 | Le Sang Chaud         | FR87 (6 Wo.)FR | BEW80 (2 Wo.)BEW | — | Erstveröffentlichung: 27. Oktober 2006                                   |
| 2011 | Au cœur des hommes    | FR188 (1 Wo.)FR | — | — | Erstveröffentlichung: 30. Mai 2011                                       |

Weitere Alben
- 2003: Face à Face (Live à l’Olympia)
- 2009: On a tous quelque chose de Lââm (Best Of)

### Singles
| Jahr | Titel Album                                              | Höchstplatzierung, Gesamtwochen, AuszeichnungChartplatzierungen (Jahr, Titel, Album, Platzierungen, Wochen, Auszeichnungen, Anmerkungen) | Höchstplatzierung, Gesamtwochen, AuszeichnungChartplatzierungen (Jahr, Titel, Album, Platzierungen, Wochen, Auszeichnungen, Anmerkungen) | Höchstplatzierung, Gesamtwochen, AuszeichnungChartplatzierungen (Jahr, Titel, Album, Platzierungen, Wochen, Auszeichnungen, Anmerkungen) | Anmerkungen                                                 |
| Jahr | Titel Album                                              | FR | BEW | CH | Anmerkungen                                                 |
| ---- | -------------------------------------------------------- | --- | --- | --- | ----------------------------------------------------------- |
| 1999 | Chanter pour ceux qui sont loin de chez eux Persévérance | FR2 Diamant · (42 Wo.)FR | BEW1 (24 Wo.)BEW | CH— GoldCH |                                                             |
| 1999 | Assez! Persévérance                                      | FR51 (16 Wo.)FR | — | — | Erstveröffentlichung: 12. Februar 1999                      |
| 1999 | Jamais loin de toi Persévérance                          | FR4 Platin · (26 Wo.)FR | BEW1 Platin · (23 Wo.)BEW | CH100 (1 Wo.)CH |                                                             |
| 1999 | Les enfants de l’an 2000 Persévérance                    | FR3 Gold · (19 Wo.)FR | BEW4 Gold · (18 Wo.)BEW | — | Erstveröffentlichung: November 1999                         |
| 2000 | Face à face (je veux mon face à face) Persévérance       | FR73 (12 Wo.)FR | — | — | feat. Sen’s                                                 |
| 2001 | Que l’amour nous garde Une Vie Ne Suffit Pas             | FR20 (17 Wo.)FR | BEW23 (9 Wo.)BEW | CH37 (13 Wo.)CH |                                                             |
| 2001 | De ton indifférence Une Vie Ne Suffit Pas                | FR29 (20 Wo.)FR | BEW39 (1 Wo.)BEW | — |                                                             |
| 2002 | Un monde à nous Cindy: Cendrillon 2002                   | FR5 (19 Wo.)FR | BEW5 (13 Wo.)BEW | — | mit Frank Sherbourne                                        |
| 2002 | Je l’aime en secret Cindy: Cendrillon 2002               | FR37 (14 Wo.)FR | — | CH97 (1 Wo.)CH | mit Jay                                                     |
| 2005 | Petite sœur Pour être libre                              | FR2 Gold · (26 Wo.)FR | BEW1 Gold · (31 Wo.)BEW | CH17 (25 Wo.)CH | Erstveröffentlichung: 15. August 2005                       |
| 2006 | Pour être libre                                          | FR17 (14 Wo.)FR | BEW30 (5 Wo.)BEW | CH61 (5 Wo.)CH | Erstveröffentlichung: 17. Februar 2006                      |
| 2006 | Le sang chaud                                            | FR7 (22 Wo.)FR | BEW28 (5 Wo.)BEW | CH81 (6 Wo.)CH | Erstveröffentlichung: 27. Oktober 2006 feat. Princess Anies |
| 2008 | Savoir qui je suis –                                     | — | BEW10 (14 Wo.)BEW | — | Erstveröffentlichung: 18. Januar 2008                       |
| 2008 | Ta voix (The Calling) –                                  | FR37 (24 Wo.)FR | — | — | mit Jennifer Paige                                          |

Weitere Singles
- 1998: J’ai Le Feeling
- 2002: Mon vieux
- 2002: Cindy - Un Monde a Nous (FR: Gold)
- 2004: On pardonne (nur Radio)
- 2004: Tu es d’un chemin (nur Radio)
- 2006: Le sang chaud
- 2007: Rien ne dure (nur Radio)
- 2007: Relève-toi
- 2009: Je chante encore

### Gastbeiträge
| Jahr | Titel Album                   | Höchstplatzierung, Gesamtwochen, AuszeichnungChartplatzierungen (Jahr, Titel, Album, Platzierungen, Wochen, Auszeichnungen, Anmerkungen) | Höchstplatzierung, Gesamtwochen, AuszeichnungChartplatzierungen (Jahr, Titel, Album, Platzierungen, Wochen, Auszeichnungen, Anmerkungen) | Höchstplatzierung, Gesamtwochen, AuszeichnungChartplatzierungen (Jahr, Titel, Album, Platzierungen, Wochen, Auszeichnungen, Anmerkungen) | Anmerkungen           |
| Jahr | Titel Album                   | FR | BEW | CH | Anmerkungen           |
| ---- | ----------------------------- | --- | --- | --- | --------------------- |
| 2001 | Quelles différences On avance | FR62 (3 Wo.)FR | — | — | Bambi Cruz feat. Lââm |

## Auszeichnungen
- Nominiert als beste französischsprachige Künstlerin bei den NRJ Music Awards 2006
- Nominiert als bester weiblicher Künstler bei den Victoires de la Musique 2006
- Gewählt als Stimme des Jahres von den Zuschauern des Senders FilleTV (2006)